# Acalolepta hepatica
Acalolepta hepatica es una especie de escarabajo longicornio del género Acalolepta, tribu Monochamini, subfamilia Lamiinae. Fue descrita científicamente por Pascoe en 1866.
Se distribuye por Indonesia. Mide aproximadamente 18-20,25 milímetros de longitud.